# سيدي عياد (الرشيدية)
سيدي عياد هي قرية مغربية وسط البلاد.تقع آيت هاني جنوبي مكناس. تنتمي سيدي عياد لإقليم الرشيدية، وتضم الجماعة القروية 7.424 نسمة (حسب الإحصاء الرسمي 2004).